# RG-41

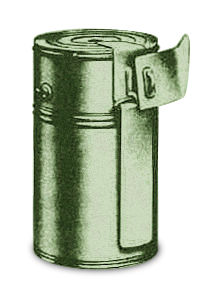
RG-41、側面図

RG-41はソビエト連邦が第二次世界大戦中に開発した破片手榴弾である。この手榴弾はRG-42に代替される前の、1941年から1942年の短い期間にのみ量産された。
これは円筒形状の缶に150gの高性能炸薬を内蔵しており、総重量は約440gである。本手榴弾は30mから50mほどの距離を投擲できた。確実な殺傷半径は5mまでであるが、殺傷効力の見込める最大半径は15mまでである。